# Еврейский праздник

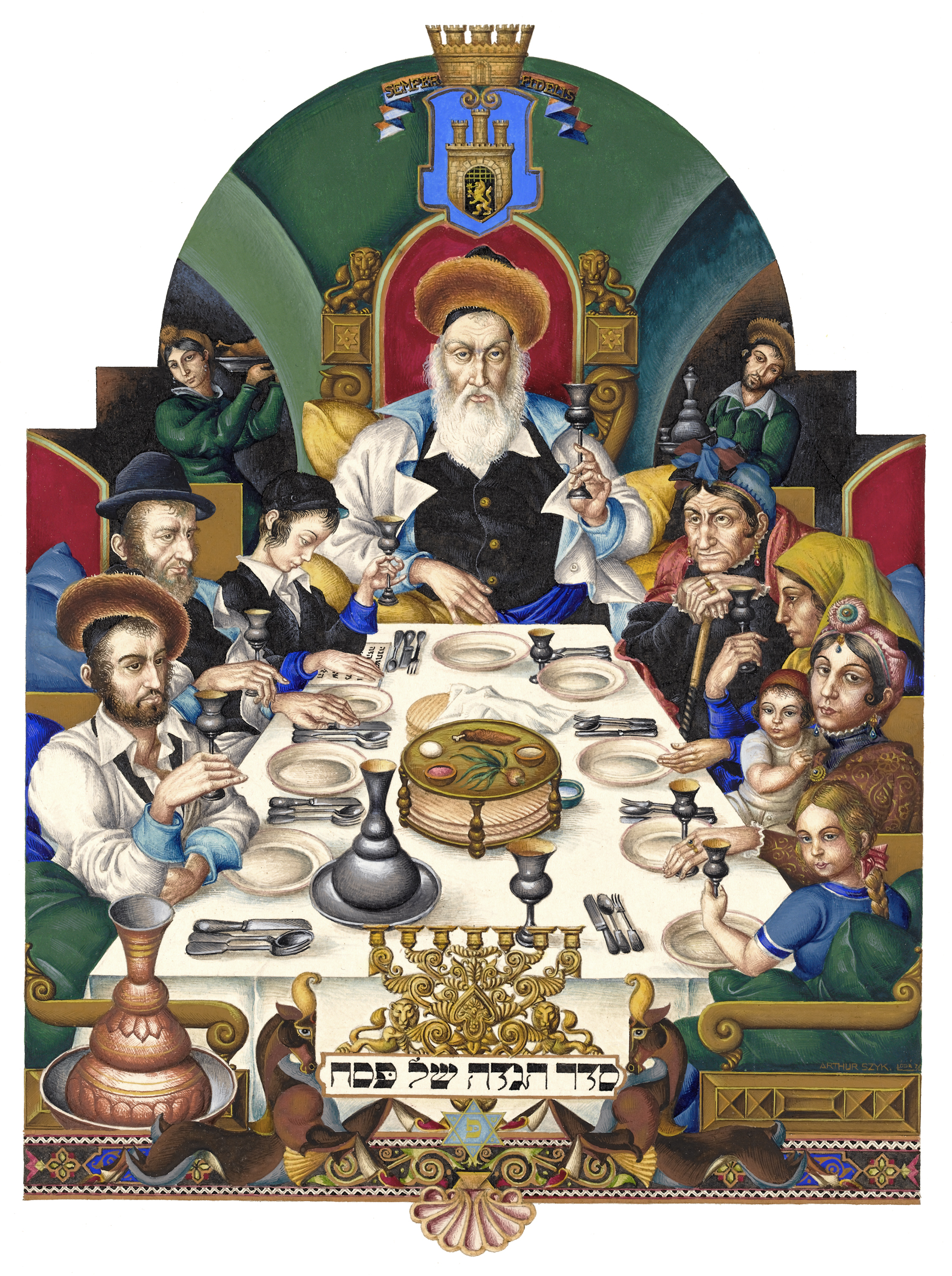
Восточноевропейская еврейская семья, сидящая за столом Седер Песах, с патриархом во главе, Артур Шик, 1935

Еврейский праздник (праздник — ивр. חַג‎, хаг; מוֹעֵד, моэд — дословно — «срок»; יוֹם טוֹב, иом тов — дословно — «благой день») — знаменательная дата еврейского календаря. В еврейские праздники запрещён траур и предписано проводить церемониальные трапезы (все праздники, кроме Йом-Кипура), и произносить восхвалительную молитву Галель (кроме Йом-Кипура, Рош ха-Шана и Пурима). Каждый праздник иудаизме имеет особые, характерные только для него заповеди и ритуалы, предписанные Торой, мудрецами либо устоявшимися обычаями. В некоторые дни еврейских праздников запрещены отдельные виды работ.
Разделяются на две основные категории: праздники, которые установлены в Пятикнижии Моисеевом, и праздники, добавленные в более поздние периоды. К первой группе помимо шаббата (который не рассматривается как праздник в прямом смысле) принадлежат три паломнических праздника — Песах, Шавуот и Суккот, — Рош ха-Шана (еврейский Новый год) и Йом Кипур (Судный день), а также дни новолуния (Рош ходеш). Во вторую группу праздников входят Пурим, Ханука (установленная в эпоху Хасмонеев), Лаг ба-Омер (возникший в Средние века) и Пятнадцатое ава (восходящий к эпохе Мишны), а также Ту би-Шват; в Новое время установлен ряд праздников в память исторических событий, которые имеют большое значение для еврейского народа. Наряду с этим в разных общинах приняты и другие праздники (Мимуна, местные пуримы и др.).

## Понятие и термины
Для понятия религиозного праздника иврит имеет два слова: מועד и חג. Первое слово, מועד, означает собственно место или «время, назначенное для свидания», затем «собрание» в целом, и, наконец, «народное, праздничное собрание». Это слово иногда применяется ко всем праздникам (например, Иез. 45, 17), но обычно означает только праздники в узком смысле, помимо субботних дней и дней новолуния (Ис. 1, 14; Иез. 46, 3, 9 и др.). Слово חג первоначально относилось, вероятно, к праздничной пляске (ср., например, 1Цар. 30, 16), а по другим, в сравнению с арабским, — паломничество, однако вскоре получило значение праздника вообще. В основном חג применяется к трём большим главным праздникам, когда совершалось паломничество к центральному святилищу (Исх. 23, 14; 34, 23 и сл.; Втор. 16, 16), преимущественно к Суккоту.
Обычно в праздники предписаны веселье, проведение церемониальной трапезы (исключая Йом Кипур); в наиболее важные библейские праздники запрещено работать; ведение синагогальной литургии (в библейские времена проводили особую храмовую службу и совершались особые жертвоприношения); ритуальные символы для каждого конкретного праздника (маца в Песах, зажигание свечей в Хануку и др.).
Главное отличие праздничной литургии от обычной заключается в чтении молитвы Амиды, добавлении Халлела, чтении Торы и проведении службы Мусаф. Чем менее значительным является праздник, тем в меньшей мере отличается его литургия от обычной. В субботу и в праздники, которые установлены в Пятикнижии, женщинам и девушкам положено зажигать свечи и произносить особую бенедикцию, а также (исключая субботу) — бенедикцию ше-хехеяну, а мужчинам — произносить благословение над вином — киддуш (исключая Йом-Киппур).

## В Библии
В центре поклонения Яхве находились три великих ежегодных праздника, совпадающих с основными событиями в сельской жизни: Песах с рождением ягнят, Шавуот с урожаем зерновых и Суккот с урожаем фруктов. В Пятикнижии слово хаг (Исх. 12:14; 23:16) применяется только к этим трём паломническим праздникам, а моэд — как к этим трём, так и к Рош ха-Шана и Йом-Киппур (Лев. 23:4), иногда — также к субботе, а также по отношению к Рош Ходеш, в который не запрещена работа. Термин йом тов применяется в Библии по отношению к установленным отдельными лицами или всем еврейским народом празднествам, которые следует соблюдать будущими поколениями и которые должны включать трапезу и веселье, но не предписывают особых ритуалов жертвоприношения (1Цар. 25:8; Эсф. 8:17).
Согласно Библии, основные праздники, подобно шаббату, исходят из Божественного повеления, а не являются установлением людей; то же относится и к правилам празднования и ритуалам, которыми праздник следует сопровождать. Праздничные жертвоприношения приводились, как считалось, во исполнение Божьих заповедей, а не с целью вознаграждения. В числе проступков Иеровоама I названо «произвольное назначение» праздников (1Ц. 12:32-33). Больше Библия не упоминает каких-либо изменений праздников, которые были установлены в Пятикнижии, или о том, что вводились какие-либо новые праздники типа хаг.
Библия по-разному объясняет праздники. Некоторые из них прямо связаны с Исходом евреев из Египта. Например, Песах ежегодно празднуется, отмечая день, когда Господь вывел евреев народ из египетского рабства, а церемонии и ритуалы Песаха символизируют и напоминают о событиях Исхода. В Суккот предписано жить в кущах, — «чтобы знали роды ваши, что в кущах поселил Я сынов Израилевых, когда вывел их из земли Египетской» (Лев. 23:43). В связи с Шавуотом говорится: «Помни, что ты был рабом в Египте, и соблюдай и исполняй постановления сии» (Втор. 16:12). Помимо историко-теологической мотивировки праздников заметна их связь с годовым циклом сельскохозяйственных работ. Так, Шавуот является праздником жатвы и первых плодов, Суккот — праздником собирания плодов, который завершает сельскохозяйственный годовой цикл. Песах также обнаруживает связан с сельскохозяйственным циклом: омер приносили на второй день праздника, его разрешалось брать от нового зерна.
Опираясь на эти наблюдения, некоторые исследователи считают, что первоначально это были чисто сельскохозяйственные праздники, которые лишь в более поздний период получили историко-теологический смысл. Эти праздники, вероятно, существовали до появления религии Яхве, но они стали связаны с событиями из национального мифа Израиля: Песах — с исходом из Египта, Шавуот — с дарованием закона на горе Синай, а Суккот — со скитаниями по пустыне. Таким образом, праздники отмечали спасение Израилем Яхве и статус Израиля как его святого народа, хотя более ранний сельскохозяйственный смысл не был полностью утрачен. По другому предположению, каждый из праздников Пятикнижия обладает двойной — сельскохозяйственной и историко-теологической — мотивировкой. В некоторых случаях, например, в Песахе, сельскохозяйственная мотивировка была добавлена к историко-теологической, а в других, например, в Суккоте, — напротив. Сельскохозяйственная мотивировка характерна только для паломнических праздников, тогда как Рош ха-Шана и Йом-Киппур мотивированы только Божьим предписанием.
В Пятикнижии упоминается две заповеди, которые связаны с праздниками: в эти дни запрещена работа и, в качестве «напоминания перед Богом», предписано приносить Ему жертвы под звуки труб (Чис. 10:10). В Шавуот, а особенно — в Суккот предписано веселиться (Втор. 16:11, 14, 15; Лев. 23:40). Веселье при этом не должно было выходить за рамки, что подобает святым праздникам. Библия не содержит никаких намёков на оргии, буйство и т. п. во время праздников еврейского народа, в отличие от праздников других культур древнего Ближнего Востока. В Пятикнижие веселье в праздники предписывается всей общине, включая рабов, и указано, что не должны быть забыты левит, прозелит, сирота и вдова (Втор. 16:11, 14). В эпоху Второго храма имелся обычай давать на праздник подарки нуждающимся (Нех. 8:10—12).

## В талмудический и раввинистический периоды
В талмудической литературе слово хаг почти не использовалось, обычно заменяясь термином йом тов — в отношении к собственно праздничным дням (в которые работа запрещена) и моэд — к промежуточным дням праздника. Термин йом тов относился также к праздничным дням, не упоминаемым Пятикнижием, — это либо новые праздники, которые стали традиционными, либо однократное празднование определённого события. В эпоху таннаев законоучителями обсуждался вопрос, как должно проводить время праздника, которое свободно от ритуалов: «рабби Эли‘эзер считает, что следует либо есть и пить, либо сидеть и изучать всё, относящееся к этому празднику; рабби Иехошуа утверждает, что время следует распределить между едой и питьем и бет-мидрашем». Амораи спорили, предназначаются ли праздники для изучения Торы, или их главной целью является еда и питьё, а изучение Торы это только дополнительная цель (ТИ., Шаб. 15:3). Согласно источникам этого периода, было принято посещать бет-мидраш в канун какого-либо праздника и на следующее утро. Однако молитвы были более короткими, чтобы больше времени оставалось для предписанной в праздник трапезы.
Кроме законов о дополнительном жертвоприношении (мусаф) Библия не содержит каких-либо установлений о праздничных днях, которые следуют за первым днём праздников Песаха или Суккот, — о промежуточных днях праздника, называемых законоучителями холь ха-моэд или хуло шел моэд (дословно — «будни праздника»), или просто моэд. Раввинистические авторитеты постановили, что в эти дни разрешается только частичная работа, которая необходима для предотвращения какого-нибудь ущерба — не говоря о пиккуах-нефеш. В промежуточные дни предписано веселиться, но веселье следует посвящать конкретному празднику: например, в эти дни не разрешено проводить брачные церемонии (МК. 86).
В еврейской диаспоре к каждому из библейских праздников (исключая Холь ха-Моэд и Йом-Киппур) начали добавлять по одному дополнительному дню: йом тов шени шел галуйот, дословно — «второй йом тов рассеяний». Практика появилась с целью предотвратить в общинах рассеяния неясность о точном дне, в который Синедрионом было объявлено начало нового месяца. Однако и позднее, когда начало месяца уже стало устанавливаться на основании астрономических вычислений, законоучителями было постановлено сохранить сложившийся обычай. Рош ха-Шана с течением времени стал двухдневным праздником в том числе в Земле Израиля. Данный процесс начался уже в эпоху Второго храма (РхШ. 4:4), но общепризнанным обычай стал только в Средневековье. В еврейской диаспоре первый промежуточный день Песах и Суккот празднуют в качестве полного праздника, к заключительному дню праздника прибавляют дополнительный день. Некоторые течения в рамках консервативного иудаизма считают йом тов шени необязательным. В реформистском иудаизме он отменён полностью, включая второй день праздника Рош ха-Шана.
На три паломнических праздника и другие праздники, которые предписывает Тора, читают особую Амиду, но на Рош ходеш и в Холь ха-Моэд — обычную. В Ханукку и Пурим читают аль ха-ниссим, особую молитву в составе Амиды, которая перечисляет чудесные деяния Господа, связываемые с этим праздником. За Амидой читается Халлел, перед и после которого произносят бенедикцию. В Рош ха-Шана и Йом-Киппур, рассматриваемые как дни суда, а также и в Пурим, Халлел не читают. В Рош ходеш читают «половинный» Халлел. В праздники читают с использованием двух свитков Торы: первую часть относят к данному празднику, вторая (Чис. 28, 29) относится к особым жертвоприношениям в этот праздник. В Шавуот читается книга Руфь, в Пурим — книга Эсфирь.
В 1920—1930-х годах в киббуцах возникла тенденция восстановления древнего сельскохозяйственного характера, который имели еврейские праздник. С течением времени сформировалась традиция киббуцных праздников, которые основаны на библейских традициях, однако в них добавляются современные исторические мотивы. Так, киббуцная Пасхальная Агада, прототип которой составили в киббуце Ягур, посвящается исходу из Египта, однако включает в себя и аналогичные события новейшей истории, мотивы киббуцной жизни и эпизоды из ивритской новой литературы. Возникли и собственно новые киббуцные праздники, например, праздник, посвящённый стрижке овец.
В Государстве Израиль появились новые светские праздники: День независимости Израиля (5 ияра) — в ознаменование провозглашения Израильского государства, День Иерусалима (28 ияра; если праздник пришёлся на пятницу, празднование переносят на 27 ияра, но 28 ияра в синагоге проводят праздничную литургию, читают Халлел — в честь воссоединения города, произошедшего после Шестидневной войны, и др..